# Каштанов, Сергей Михайлович
Серге́й Миха́йлович Кашта́нов (род. 29 января 1932, Ленинград) — советский и российский историк, член-корреспондент РАН по Отделению истории с 30 мая 1997 года (российская история). Председатель Археографической комиссии Института славяноведения РАН (с 2002). Специалист в области средневековой истории России, историографии, источниковедения, дипломатики, палеографии, кодикологии, филиграноведения, археографии, исторической географии.

## Биография

### Происхождение
Родился в семье М. Ф. Каштанова, чуваша из деревни Новое Ахпердино Батыревского района Чувашской Республики. М. Ф. Каштанов в 1919—1921 годах был комсомольским активистом в Чувашии (с октября 1920 года — ответственный секретарь Чувашского обкома комсомола). В мае 1921 года обком РКСМ командировал его в Москву на двухгодичные курсы при университете народов Востока им. Я. Свердлова. Окончив их, поступил на электромеханический факультет Ленинградского политехнического института им. М. Калинина. Затем работал преподавателем Ленинградского электротехнического института, Военной электротехнической академии связи им. С. Будённого, где, защитив диссертацию, получил учёную степень кандидата технических наук. После войны преподавал в Высшей офицерской школе в Казани, был доцентом Московской военной академии бронетанковых войск, имел звание инженер-полковника.
В детстве Сергей «кочевал» по местам службы отца. Его бабушка по матери знала в совершенстве английский, французский и немецкий языки. Она начала учить внука этим языкам с трёхлетнего возраста.
В 1949 году с серебряной медалью окончил среднюю школу в Казани и поступил в Московский историко-архивный институт (МГИАИ), который окончил с отличием в 1956 году. Его дипломная работа «Очерки по истории феодального иммунитета в России в XVI в.» была оценена на уровне кандидатской диссертации, и её рекомендовали к защите (первый и единственный случай в истории института).

### Научная и преподавательская деятельность
В 1958 году в Институте истории АН СССР защитил кандидатскую диссертацию «Жалованные и указные грамоты как источник по истории феодального иммунитета на Руси в первой половине XVI в.». В 1968 году защитил докторскую диссертацию «Очерки русской дипломатики».
По окончании МГИАИ был принят на работу в Институт истории (с 1968 — Институт истории СССР, с 1992 года — Институт российской истории РАН), где проработал 44 года. С 1956 года — младший научный сотрудник, с 1967 года — старший научный сотрудник, с 1986 года — ведущий научный сотрудник, с 1992 года — главный научный сотрудник, в 1995—2000 годах — руководитель Центра истории России в Средние века и раннее Новое время.
В 2000 году выступил в СМИ с критикой деятельности директора Института российской истории члена-корреспондента РАН А. Н. Сахарова. Был отстранён от руководства Центром и в 2001 году перешёл в Институт всеобщей истории РАН, где стал главным научным сотрудником и возглавил Центр специальных исторических дисциплин, сравнительного и теоретического источниковедения.
В 1972—1975 годах по совместительству исполнял обязанности профессора МОПИ им. Н. К. Крупской, с 1987 года — профессор Историко-архивного института.
На продолжительное время выезжал в университеты Франции (в том числе в Сорбонну на 10 месяцев), Германию и Австрию, где читал студентам лекции на английском, французском и немецком языках по дисциплинам «Дипломатика» и «История России эпохи Ивана Грозного».
С 1977 года — член Международной комиссии по дипломатике. Первый лауреат премии имени В. О. Ключевского РАН (1994), председатель комиссии по присуждению данной премии.

## Сфера научных интересов
Сфера научных интересов С. М. Каштанова: история России X—XVIII веков, методология истории, историография, источниковедение, дипломатика, археография, генеалогия, палеография, филиграноведение, кодикология, социально-политическая история, история государства и права, история учреждений, история внутренней и внешней политики, история общественной мысли, историческая биография.
Активно поддерживал теорию своего учителя А. А. Зимина относительно позднего происхождения «Слова о полку Игореве». Стараниями С. М. Каштанова и его учеников в 2006 году книга Зимина о «Слове» была переиздана в петербургском издательстве «Дмитрий Буланин».
Исследователи научного творчества С. М. Каштанова отмечают, что им разработаны ранее не изученные вопросы политической, социальной и экономической истории Руси указанного периода, что он является крупнейшим специалистом в области дипломатики — науки о норме и содержании актовых источников-документов, выражающих юридические отношения между сторонами, выдающимся специалистом в источниковедении и вспомогательных исторических дисциплинах.
Проявляет большой интерес к проблемам истории народов Среднего Поволжья, в том числе чувашского народа. Им написано исследование о мирном вхождении чувашей в состав Русского государства, опубликованы исследования «Земельно-иммунитетная политика русского правительства в Казанском крае в 50-х годах XVI века», «Возникновение русского землевладения в Казанском крае», «К истории феодального землевладения в Свияжском уезде в 70-х годах XVI века», «Сёла Казанского и Свияжского уездов как объекты внутренней политики во второй половине XVI века» и др.